# Cynisca leucura
Cynisca leucura là một loài bò sát trong họ Amphisbaenidae. Loài này được Duméril & Bibron mô tả khoa học đầu tiên năm 1839.